# بهيج طبارة
بهيج طبارة (10 يوليو 1929 -) هو سياسي لبناني، ووزير الاقتصاد والتجارة في الحكومة اللبنانية 47 التي شُكلت في نيسان 1973 برئاسة أمين الحافظ، ووزير العدل اللبناني في ثلات حكومات متعاقبة برئاسة رفيق الحريري في الفترة بين 1992 إلى أكتوبر 2000، ثم وزير دولة من 2000 إلى 2003 في الحكومة اللبنانية 65، ثم عاد وزيرًا للعدل في الفترة بين 2003 إلى أكتوبر 2004 في الحكومة اللبنانية 66 التي شُكلت في أبريل 2003 برئاسة رفيق الحريري.

## حياته
ولد بهيج طبارة في 1929 في بيروت، درس الحقوق، وحصل على بكاليريوس الحقوق من جامعة القديس يوسف، ثم حصل على دكتوراه دولة في الحقوق من جامعة غرينوبل في فرنسا، وعمل محاميًا وانضم إلى نقابة المحامين اللبنانين سنة 1954، وتزوج من المحامية هدى كرياكوس سعد، ولهما 3 أولاد، كمل عمل كأستاذ محاضر في الجامعة اللبنانية وجامعة القديس يوسف. وفي 2013 انتُخب رئيسًا للمنظمة العربية لمكافحة الفساد خلفا لرئيسها السابق سليم الحص الذي كان طلب إعفائه من مسؤولياته في المنظمة بانتهاء ولايته في 19 مارس 2013.

## المناصب التي تولاها
- وزير الاقتصاد والتجارة اللبناني في الحكومة اللبنانية رقم 47 (25 أبريل 1973 - 8 يوليو 1973).[2]
- وزير العدل اللبناني في الحكومة اللبنانية 61 (31 أكتوبر 1992 - 25 مايو 1995).[4]
- وزير العدل اللبناني في الحكومة اللبنانية 62 (25 مايو 1995 - 7 نوفمبر 1996).[4]
- وزير العدل اللبناني في الحكومة اللبنانية 63 (7 نوفمبر 1996 - 4 ديسمبر 1998).[4]
- وزير دولة في الحكومة اللبنانية 65 (26 أكتوبر 2000 - 17 أبريل 2003).
- وزير العدل اللبناني في الحكومة اللبنانية 63 (17 أبريل 2003 - 26 أكتوبر 2004).[4]